# Diomede Carafa
Pour les articles homonymes, voir Carafa.
Pour les autres membres de la famille, voir Famille Carafa.
Diomede Carafa, né à Ariano en Campanie (Italie) le 7 janvier 1492 et mort à Rome le 12 août 1560, est un cardinal italien du XVIe siècle. Il est un neveu du pape  Paul IV et le frère du cardinal Carlo Carafa (1555).
D'autres cardinaux de la famille sont Filippo Carafa della Serra (1378), Oliviero Carafa (1467), Gianvincenzo Carafa (1527), Antonio Carafa (1568), Alfonso Carafa (1557), Decio Carafa (1611), Pier Luigi Carafa (1645), Carlo Carafa della Spina (1664), Fortunato Ilario Carafa della Spina (1686), Pierluigi Carafa, iuniore (1728), Francesco Carafa della Spina di Traetto (1773), Marino Carafa di Belvedere (1801) et Domenico Carafa della Spina di Traetto (1844).

## Repères biographiques
Carafa est clerc à Naples. Il est élu évêque d'Ariano en 1511. Il a alors 19 ans.
Le pape Paul IV le crée cardinal lors du consistoire du 20 décembre 1555. Carafa participe au conclave de 1559, lors duquel Pie IV est élu.